# Astrid Väring
Astrid Väring, född Glas, 15 december 1892 i Umeå, död 22 mars 1978, var en svensk författare och journalist. Hon var den första att skildra Västerbotten och Umeå litterärt.

## Biografi
Väring var dotter till läroverksadjunkten Karl Glas och Rosa Scharin, tillhörande släktkomplexet Unander-Scharin. Hon var gift 1919–1938 med läroverksadjunkt Eugen Väring och 1947–1954 med byråassistent Martin Öhman.
Det var som kulturjournalist vid Västerbottens-Kuriren som Väring 1916 började sitt yrkesverksamma liv, under pseudonymen Rita. Tidningen liksom dess chefredaktör Gustav Rosén representerade en radikal arbetarvänlig linje inom den frisinnade rörelsen. Förutom recensioner skrev hon om sociala frågor, särskilt om fattigdomen i barnfamiljer. 1919 lämnade hon tjänsten och flyttade med sin make till Vänersborg.
Värings författarskap kom att kretsa mycket kring omständigheter i hennes familj och närmiljö. Två av hennes tre systrar blev psykiskt sjuka i tidig ålder, något som uppfattades som en stor skam av föräldrarna som försökte hålla detta hemligt, vilket var svårt då familjen var så känd i hemstaden. Ovanligt nog för en kvinna i hennes samtid hade hon fått studera, vilket endast kunde ske genom att hon flyttat till Stockholm 1910, där hon gick på Högre lärarinneseminariet. I stället för att ägna sig åt läraryrket, började hon skriva skönlitteratur. Hennes debutroman I rang med husets katt (1924) tillkom under en tid, då hon hade en tillfällig anställning i Falköping.
Den övriga produktionen utspelar sig ofta i Västerbotten och bygger på berättelser från den egna släkten. Hennes andre make led liksom hennes systrar av psykisk ohälsa och vistades tidvis på mentalsjukhus. Erfarenheterna resulterade i romanen I som här inträden (1944), som senare filmatiserades med samma titel med Georg Rydeberg i huvudrollen. Därmed blev hon känd även utanför Västerbotten. Romanen ledde även till ett personligt engagemang för mentalpatienter och hon tog initiativ till föreningen De psykiskt sjukas väl. På så vis blev hon en framträdande representant för kritiken mot det medicinska etablissemanget. De två följande romanerna: Du skall icke dräpa (1946) och Föranleder ingen åtgärd (1947), byggde på berättelser hon blivit delgiven genom brev och kontakter i samband med I som här inträden. Hon väckte där den komplicerade frågan om straffrihet för psykiskt sjuka brottslingar. Hon skrev även stridbara inlägg i rikspressen.
Romanerna gav Väring en framträdande position i Stockholms kulturliv. Under andra världskriget blev en väninna utpekad som nazist, vilket berörde Väring mycket hårt och även hon själv misstänktes vara nazist. I brev har hon tillbakavisat dessa anklagelser. Hon trodde själv att en politisk komplott låg bakom många av de intriger hon upplevde i kulturlivet. Med åren tappade hon sin läsekrets och den sista romanen refuserades av förlaget.
Astrid Väring är begravd på Bromma kyrkogård.

## Stil och mottagande
Väring är den första som skildrat Västerbotten och Umeå skönlitterärt. I estetiskt avseende hade hon inga modernistiska ambitioner och sökte inte vara formmässigt originell. I fokus står berättelserna och samhällsfrågorna och hennes verk brukar definieras som tendensromaner och bygderomaner. De flesta är till formen relationsdramer, varför hon hade svårt att bli accepterad av den kulturella eliten och hon hade mestadels kvinnliga läsare. Väring har analyserats i en doktorsavhandling av Karin Edlund 2003.

### Översättningar
- Ernest Raymond: Miraklet i Bredon (The Mirachle of Brean) (Hökerberg, 1940)
- Ernest Raymond: Floden (A Song of the Tide) (Hökerberg, 1941)
- Harold Dearden: Vår osäkra värld (Time and Chance) (Hökerberg, 1941)